# SoftBank 008SH
SoftBank 008SH(ソフトバンク ゼロゼロはち エスエイチ)は、シャープが開発し、ソフトバンクモバイルが販売するW-CDMA通信方式の高齢者をターゲットとした携帯電話端末である。

## 特徴
- 前機種843SHと同じく、IPX5、IPX7相当の防水機能に対応するほか、IP5X相当の防塵機能にも対応している。

- 008SHは、かんたん携帯と称し、東芝製、NECカシオモバイルコミュニケーションズ製の端末にも称されている高齢者向けのかんたん携帯シリーズの1つであり、シャープ製のかんたん携帯シリーズである。高齢者をターゲットにしているだけに、緊急ブザー、GPSなどの機能に対応しており、キー部分のデザインも、従来のかんたん携帯のデザインに似たデザインになっている。今回機種よりワンセグ放送に対応している。